# Lernaeenicus gracilis
Lernaeenicus gracilis är en kräftdjursart. Lernaeenicus gracilis ingår i släktet Lernaeenicus och familjen Pennellidae. Inga underarter finns listade i Catalogue of Life.